# Victorinos
 (срп. Викторини) колумбијско-америчка је теленовела, продукцијске куће Телемундо, снимана током 2009. и 2010.

## Синопсис
11. новембра 1985. године тројица дечака долазе на свет обележени истом судбином коју им је донело проклетство које предвиђа фаталну судбину за све оне који се роде 11. новембра на сваких 25 година и носе исто име, а које је у овом случају Викторино.
У центру свих дешавања су три пара који ће ускоро постати родитељи, којима једном приликом познати менталиста, Норман Рагнер, открива предсказање којим се утврђује смрт једног од Викторина у тренутку када се сва тројица Викторина нађу на истом месту.
Три паралелне животне приче трију породица различитих друштвених стандарда, развијају се на различитим местима у потрази за супротним смеровима отуђених од истина проклетства које штите они који скривају тајне својих судбина.
Животни снови тројице Викторина, једног писца који постаје плаћени убица, једног полицајца у потрази за осветом, и једног мафијаша који гази по свему ка остварњу својих циљева, биће ускраћени оног дана када их при сусрету изненади неизбежна и окрута смрт предвиђена проклетством које их је током целог живота прогањало.

## Улоге
| Глумац:                 | Улога:                |
| ----------------------- | --------------------- |
| Маурисио Окман          | Викторино Мора        |
| Арап Бетке              | Викторино Гаљардо     |
| Роберто Манрике         | Викторино Манхарес    |
| Лилијана Гонзалез       | Лина Марија Сеспедес  |
| Силвија де Диос         | Анхела де Гаљардо     |
| Хуан Карлос Салазар     | Алехандро Гаљардо     |
| Ноели Счонвалд          | Мартина де Манхарес   |
| Густаво Ангарита Јр     | Ефраин Манхарес       |
| Химена Дуке             | Дијана Гаљардо        |
| Лина Балдрић            | Карен Хернандес       |
| Хуанита Хумер           | Ампаро                |
| Тереза Гутјерез         | Аурора                |
| Франциско Боливар       | Викторино Перез       |
| Исабел Кристина Естрада | Глорија Перез         |
| Мијакил Мулкај          | Хулијан Перез         |
| Себастијан Боскан       | Франциско / Франческа |
| Норма Нивија            | Кристина              |
| Лућо Валаско            | Виктор Хуго Мора      |
| Гари Фореро             | Рафаел                |
| Клауде Пимонт           | Норман Рагнер         |
| Каролина Сепулведа      | Викторина Салинас     |
| Сара Коралес            | Викторина Фернандез   |
| Жаклин Маркез           | Викторина Круз        |